# Grade de controle
A grade de controle é uma parte de uma válvula eletrônica que fica entre o cátodo e o ânodo. A função principal da grade de controle é aumentar ou diminuir a passagem do fluxo eletrônico entre o cátodo e a placa da válvula, permitindo assim a amplificação de um sinal eletrônico.
Sua construção é de forma elíptica ou circular (dependendo do formato do cátodo), perpendicular à secção do cátodo, ao centro, como o próprio nome já diz, a grade é construída com fios em forma de grade para facilitar a passagem de corrente anódica através dela, porém, conforme sua polarização e proximidade ao cátodo, pode bloquear totalmente a passagem de corrente para a placa.
O controle efetivo que exerce a grade sobre a corrente de placa, se deve à sua proximidade ao cátodo, e à sua disposição em uma região de grande concentração de carga negativa, podendo levar o dispositivo ao corte, à saturação ou a correntes intermediárias entre estas duas situações.